# راي ووكر (مغني)
راي ووكر (بالإنجليزية: Ray Walker)‏ هو مغني أمريكي، ولد في 16 مارس 1934 في سنترفيل في الولايات المتحدة.

## وصلات خارجية
- راي ووكر على موقع IMDb (الإنجليزية)
- راي ووكر على موقع ميوزك برينز (الإنجليزية)
- راي ووكر على موقع ديسكوغز (الإنجليزية)